# Morti nel 735
| Questa pagina contiene informazioni ricavate automaticamente dalle voci biografiche con l'ausilio del template Bio e di un bot. L'aggiornamento è periodico e automatico e ricostruisce completamente la pagina. Se manca una persona in questa lista, sei pregato di non aggiungerla, ma accertati piuttosto che la sua voce biografica contenga il template Bio e che i dati anagrafici siano correttamente compilati. Se il template Bio manca, inseriscilo tu stesso o, in alternativa, metti l'avviso {{tmp\|Bio}} che ne segnala la mancanza. Se i dati riportati sono sbagliati, correggi direttamente la voce biografica; le modifiche saranno visibili in questa lista entro pochi giorni. Per chiarimenti vedi il progetto biografie. La lista contiene solo le 7 persone che sono citate nell'enciclopedia e per le quali è stato implementato correttamente il template Bio. Pagina aggiornata al 13 gen 2025. |

- 26 maggio - Beda il Venerabile, santo e scrittore anglosassone
- 16 settembre - Eugenia d'Alsazia, badessa e santa franca
- 24 dicembre - Adela di Pfalzel, badessa e santa franca
- Fridesvida, religiosa anglosassone
- Giovanni V di Gerusalemme, vescovo ortodosso bizantino
- Ibn Abi Ishaq, grammatico arabo
- Oddone I d'Aquitania, generale franco